# Невада Сити (Калифорния)
Вижте пояснителната страница за други значения на Невада.
Невада Сити (на английски: Nevada City) е окръжен център на окръг Невада в щата Калифорния, САЩ. Има население от 3136 жители (по приблизителна оценка от 2017 г.) и обща площ от 5,5 км² (2,1 мили²), изцяло суша. Намира се на 267 км (166 мили) североизточно от Сан Франциско.

## Побратимени градове
- Пензанс, Англия